# Kordylinesläktet
Kordylinesläktet (Cordyline) är ett växtsläkte i familjen trådliljeväxter med cirka 15 arter utspridda från Indien till Australien, Nya Zeeland, Stillahavsöarna och Sydamerika. Några arter används som krukväxter i Sverige.
På svenska heter arterna dracena, vilket är förvirrande eftersom arterna i dracenasläktet (Dracaena) också heter så. Detta är en rest från tiden då man trodde att Cordyline-arterna tillhörde dracenasläktet. Numera är Cordyline ett självständigt släkte och är faktiskt inte särskilt nära släkt med Dracaena.
Kordylinesläktets arter är tuvbildande till trädlika med förvedade stammar. Bladen sitter samlade i toppen av grenarna och är gräslika till smalt elliptiska, med mer eller mindre tydliga bladskaft.
De tvåkönade blommorna sitter samlade i stora vippor. Själva blommorna är små och stjärnlika, med en kort blompip. Frukten är först ett bär, men torkar senare.
Kordylinesläktet är svårt att skilja från dracenasläktet (Dracaena, detta trots att de inte verkar vara närmre släkt utan räknas till olika familjer. Det enda säkra sättet är att räkna fröämnena i fruktämnet. Hos kordylinesläktet finns flera fröämne i varje cell och hos dracenasläktet finns bara ett.

### Webbkällor
- Flora of New Zealand.